# Бусо (город)
Бусо (фр. Bousso, араб. بوسو‎) — город в юго-западной части Чада, расположенный на территории региона Шари-Багирми. Административный центр департамента Луг-Шари.

## Географическое положение
Город находится в южной части региона, на правом берегу реки Шари, на высоте 283 метров над уровнем моря.
Бусо расположен на расстоянии приблизительно 117 километров к юго-юго-востоку (SSE) от Масеньи, административного центра региона и на расстоянии 248 километров к юго-востоку от Нджамены, столицы страны.

## Население
По данным переписи 2010 года численность населения Бусо составляла 19 200 человек.
Динамика численности населения города по годам:
| 1993 | 2000   | 2010   |
| ---- | ------ | ------ |
| 9981 | 15 500 | 19 200 |

## Транспорт
В окрестностях города расположен одноимённый аэропорт (ICAO: FTTS, IATA: OUT).